# Pittsburgh Compound B
Pittsburgh Compound B (PiB) ist ein Radiopharmakon, das als radioaktives Analogon des Thioflavin T bei der Positronen-Emissions-Tomographie eingesetzt werden kann, um Beta-Amyloid-Plaques im Nervengewebe abzubilden. Wegen dieses Merkmals kann Pittsburgh compound B bei Untersuchungen zur Alzheimer-Krankheit genutzt werden. Die Verbindung wurde von Forschern der Universität Pittsburgh in Zusammenarbeit mit der Universität Uppsala, dem Karolinska Institute und der Huddinge Universität entwickelt.

## Gewinnung und Darstellung
PiB kann aus 2-(4′-Aminophenyl)-6-hydroxybenzothiazol durch [11C]-Methylierung mit Methyltriflat hergestellt werden, das in einer Hochleistungsflüssigkeitschromatographie-Schleife (HPLC-Schleife) umgesetzt, gereinigt und durch Festphasenextraktion neu formuliert wird.